# Kościół Świętych Apostołów Piotra i Pawła w Sławsku
Kościół Świętych Apostołów Piotra i Pawła w Sławsku – zabytkowy kościół, Parafii św. Piotra i Pawła w Sławsku. 

## Historia
Od XII wieku Sławsko było  stolicą Księstwa Sławieńskiego i prawdopodobnie już wtedy istniał tu kościół parafialny, przynależny do archidiecezji gnieźnieńskiej. W 1248 wzmiankowano miejscowego plebana.
Kościół wzmiankowano w 1489 r. Forma sklepień, łuki portali i blend, a także podobieństwo rozwiązań przestrzennych z innych regionów pozwalają datować kościół w jego obecnej, trójnawowej formie nie wcześniej, niż na czwarte ćwierćwiecze XV w. Istniejące źródła w większości określają okres budowy kościoła na początku XV w.
Od czasów reformacji do 1945 roku była to świątynia ewangelicka. Przebudowana na przełomie XIX i XX wieku. W 1966, przy okazji remontu, odkryto gotyckie malowidła na sklepieniu, a w 1992 fragmenty gotyckiej posadzki. Gotycki charakter świątyni  podkreśla portal oraz posadowiona w kruchcie kamienna chrzcielnica. Przy kościele funkcjonował cmentarz.

## Architektura
Kościół jest orientowany, wymurowany z cegły o wymiarach 8–8,5 × 12–13 × 27–28,5 cm i posadowiony na nierównym fundamencie z przełamanych głazów, licujących z ceglanym murem. Wątek układania muru ma charakter bardzo nieregularny.
Kościół halowy, 3-nawowy, 3-przęsłowy, bez wydzielonego prezbiterium, z trójbocznym zamknięciem od wschodu, oraz węższą, poprzecznie prostokątną wieżą od strony zachodniej, równoczesną z korpusem nawowym. Szerokość korpusu 10,9 m, wieży 7,5 m; długość korpusu 20,1 m, w tym trójbocznego zamknięcia 4,4 m, wieży 4,05 m, całego kościoła 24,15 m, szerokość wnętrza nawy głównej między filarami 4,3 m, naw bocznych 2,15 m, całego korpusu 8,25 m.
Portal wieży ostrołukowy, ujęty w ościeżach dwoma, w archiwolcie trzema uskokami, z łukiem okalającym z wozówek. W części wschodniej ściany północnej ślad zamurowanego przejścia portalu do zakrystii. Okna z XIX w. w formie bliźniaczych otworów z małym okulusem między łukami; bez śladów okien pierwotnych.
Rozwiązanie przestrzenne kościoła kontrastuje z innymi miastami Pomorza Zachodniego, w których organizacja wnętrza kościołów farnych jest zawsze jasno określona, z czytelnym podziałem na nawy i wyodrębnionymi obejściami chórów. Bezkierunkowość wnętrza kościoła w Sławsku posiada natomiast analogie w późnogotyckich kościołach miast wschodniej Saksonii i Łużyc oraz w Wielkopolsce (Dolsko, Nowe Miasto nad Wartą).